# Ель-Кунфіда
Ель-Кунфіда (араб. القنفذة) — місто, розташоване на крайньому півдні округу Мекка (Саудівська Аравія); великий порт; курорт. Населення — 185 000 чоловік (на 2010 рік).

## Географія
Місто розташоване в регіоні Tihamah на березі однойменної затоки Червоного моря на національному шосе 5 (прибережна дорога Haql — Ahad Al Masarihah). В Ель-Басі розташований найближчий до міста цивільний аеропорт, а на південний схід розташований аеропорт Quz South. У міста розташовані сільські поселення.